# أليبي كوستادينوف
أليبي كوستادينوف (بالتشيكية: Alipi Kostadinov)‏ مواليد 16 أبريل 1955 في تشيكوسلوفاكيا، هو دراج تشيكي سابق. سبق أن شارك في دورة الألعاب الأولمبية الصيفية وفاز بميدالية أولمبية.

## الميداليات
| الميدالية | المسابقة                       |
| --------- | ------------------------------ |
| برونزية   | الألعاب الأولمبية الصيفية 1980 |

## روابط خارجية
- أليبي كوستادينوف على موقع أرشيف الدراجات (الإنجليزية)
- أليبي كوستادينوف على موقع إحصائيات الدراجات الإحترافية (الإنجليزية)
- أليبي كوستادينوف على موقع أوليمبيديا (الإنجليزية)
- أليبي كوستادينوف على موقع اللجنة الأولمبية التشيكية (التشيكية)